# Rheotanytarsus pentacritus
Rheotanytarsus pentacritus är en tvåvingeart som beskrevs av Jean-Jacques Kieffer 1922. Rheotanytarsus pentacritus ingår i släktet Rheotanytarsus och familjen fjädermyggor.
Artens utbredningsområde är Frankrike. Inga underarter finns listade i Catalogue of Life.